# Vuelta a Colombia 1984
La 34.ª edición de la Vuelta a Colombia (patrocinada como: Vuelta a Colombia Colmena - "El deporte es paz con alegría") tuvo lugar entre el 7 y el 20 de mayo de 1984. El cundinamarqués Luis Herrera del equipo Varta Nacional A se coronó campeón con un tiempo de 42 h, 13 min y 40 s.
Esta edición marca el inicio de la era "open" en la Vuelta con la participación, sin antecedentes, de tres equipos profesionales, así como por el fuerte impulso dado por la empresa privada y el posicionamiento alcanzado por la Vuelta entre las carreras más prestigiosas del continente.

## Equipos participantes[4]
| Equipo                                    | Categoría   |
| ----------------------------------------- | ----------- |
| Bogotá su Capital                         | Aficionado  |
| Cundinamarca                              | Aficionado  |
| Ecuador                                   | Aficionado  |
| Ferretería Reina                          | Aficionado  |
| Leche La Gran Vía                         | Aficionado  |
| Mixto Bogotá su Capital-Leche La Gran Vía | Aficionado  |
| Mixto Valle-Santander                     | Aficionado  |
| Perfumería Yaneth                         | Aficionado  |
| Skill SEM Mavic Francia                   | Profesional |
| Splendor (Bélgica)                        | Profesional |
| Sporting Portugal                         | Profesional |
| Varta Ascenso                             | Aficionado  |
| Varta Nacional A                          | Aficionado  |
| Varta Nacional B                          | Aficionado  |

## Etapas
| Etapa      | Fecha      | Recorrido                          | Distancia (km)                     | Ganador                            | Líder                              |                                    |
| ---------- | ---------- | ---------------------------------- | ---------------------------------- | ---------------------------------- | ---------------------------------- | ---------------------------------- |
| Prólogo    | 7 de mayo  | Ciudad de Duitama                  | 4,2 (CRI)                          | Ramón Tolosa Calvo                 | Ramón Tolosa Calvo                 |                                    |
| 1.ª etapa  | 8 de mayo  | Duitama - Tunja                    | 107,5                              | Manuel Ignacio Gutiérrez           | Manuel Ignacio Gutiérrez           |                                    |
| 2.ª etapa  | 9 de mayo  | Tunja - Bogotá                     | 145                                | Argemiro Bohórquez                 | Manuel Ignacio Gutiérrez           |                                    |
| 3.ª etapa  | 10 de mayo | Bogotá - Honda                     | 157                                | Argemiro Bohórquez                 | Manuel Ignacio Gutiérrez           |                                    |
| 4.ª etapa  | 11 de mayo | Honda - Doradal                    | 90 (CRE)                           | Equipo Leche La Gran Vía           | Manuel Ignacio Gutiérrez           |                                    |
| 5.ª etapa  | 12 de mayo | Doradal - Medellín                 | 176,6                              | Guillermo Beltrán                  | Manuel Ignacio Gutiérrez           |                                    |
| 6.ª etapa  | 13 de mayo | Caldas - Anserma                   | 164,3                              | Luis Herrera                       | Luis Herrera                       |                                    |
|            | 14 de mayo | Descanso - traslado Anserma - Buga | Descanso - traslado Anserma - Buga | Descanso - traslado Anserma - Buga | Descanso - traslado Anserma - Buga | Descanso - traslado Anserma - Buga |
| 7.ª etapa  | 15 de mayo | Buga - Buenaventura                | 119                                | Jean-Philippe Vandenbrande         | Luis Herrera                       |                                    |
| 8.ª etapa  | 16 de mayo | Buenaventura - Cali                | 127,9                              | Francisco Javier Giraldo           | Luis Herrera                       |                                    |
| 9.ª etapa  | 17 de mayo | Palmira - Guacarí                  | 27,5 (CRI)                         | Luis Herrera                       | Luis Herrera                       |                                    |
| 10.ª etapa | 17 de mayo | Zarzal - Manizales                 | 128,9                              | Luis Herrera                       | Luis Herrera                       |                                    |
| 11.ª etapa | 18 de mayo | Manizales - Ibagué                 | 182,5                              | Alirio Chizabas Torres             | Luis Herrera                       |                                    |
| 12.ª etapa | 19 de mayo | Chicoral (El Espinal) - Bogotá     | 180                                | Pacho Rodríguez                    | Luis Herrera                       |                                    |
| 13.ª etapa | 20 de mayo | Circuito Parque Nacional en Bogotá | 86,4                               | Rafael Tolosa Calvo                | Luis Herrera                       |                                    |

## Clasificaciones finales

### Clasificación general
Los diez primeros en la clasificación general final fueron:
| Clasificación general |                         |                   |                  |
| Ciclista              | Ciclista                | Equipo            | Tiempo           |
| --------------------- | ----------------------- | ----------------- | ---------------- |
| 1.º                   | Luis Herrera            | Varta Nacional A  | 42 h 13 min 40 s |
| 2.º                   | Pacho Rodríguez         | Leche La Gran Vía | + 4 min 17 s     |
| 3.º                   | Fabio Parra             | Leche La Gran Vía | + 4 min 23 s     |
| 4.º                   | Reynel Montoya          | Leche La Gran Vía | + 4 min 55 s     |
| 5.º                   | Israel Corredor         | Varta Nacional A  | + 5 min 03 s     |
| 6.º                   | Pablo Wilches           | Leche La Gran Vía | + 5 min 15 s     |
| 7.º                   | Alfonso Flórez Ortiz    | Varta Nacional A  | + 6 min 27 s     |
| 8.º                   | Manuel Cárdenas Espitia | Varta Nacional A  | + 6 min 47 s     |
| 9.º                   | Alirio Chizabas         | Ferretería Reina  | + 7 min 09 s     |
| 10.º                  | Rafael Acevedo          | Varta Nacional B  | + 7 min 21 s     |

### Clasificación de la montaña
| Clasificación de la montaña |                 |                   |        |
| Ciclista                    | Ciclista        | Equipo            | Puntos |
| --------------------------- | --------------- | ----------------- | ------ |
| 1.º                         | Luis Herrera    | Varta Nacional A  | 139    |
| 2.º                         | Reynel Montoya  | Leche La Gran Vía | 113    |
| 3.º                         | Alirio Chizabas | Ferretería Reina  | 87     |

### Clasificación de las metas volantes
| Clasificación de las metas volantes |                     |                       |        |
| Ciclista                            | Ciclista            | Equipo                | Puntos |
| ----------------------------------- | ------------------- | --------------------- | ------ |
| 1.º                                 | Oliverio Cárdenas   | Bogotá su Capital     | 65     |
| 2.º                                 | Epifanio Arcila     | Mixto Valle-Santander | 40     |
| 3.º                                 | Rafael Tolosa Calvo | Perfumería Yaneth     | 24     |

### Clasificación de la combinada
| Clasificación de la combinada |                 |                   |        |
| Ciclista                      | Ciclista        | Equipo            | Puntos |
| ----------------------------- | --------------- | ----------------- | ------ |
| 1.º                           | Luis Herrera    | Varta Nacional A  | 23     |
| 2.º                           | Pacho Rodríguez | Leche La Gran Vía | 40     |
| 3.º                           | Fabio Parra     | Leche La Gran Vía | 45     |

### Clasificación de la regularidad
| Clasificación de la regularidad |                    |                   |        |
| Ciclista                        | Ciclista           | Equipo            | Puntos |
| ------------------------------- | ------------------ | ----------------- | ------ |
| 1.º                             | Luis Herrera       | Varta Nacional A  | 75     |
| 2.º                             | Argemiro Bohórquez | Varta Nacional B  | 45     |
| 3.º                             | Pacho Rodríguez    | Leche La Gran Vía | 39     |

### Clasificación de los novatos
| Clasificación de los novatos |                          |                   |                  |
| Ciclista                     | Ciclista                 | Equipo            | Tiempo           |
| ---------------------------- | ------------------------ | ----------------- | ---------------- |
| 1.º                          | Luis Fernando Mosquera   | Ferretería Reina  | 42 h 37 min 39 s |
| 2.º                          | Rubén Darío Beltrán      | Varta Ascenso     | + 12 min 57 s    |
| 3.º                          | Segundo Arsenio Chaparro | Bogotá su Capital | + 56 min 01 s    |

### Clasificación por equipos
| Clasificación por equipos |                   |                   |
| Equipo                    | Equipo            | Tiempo            |
| ------------------------- | ----------------- | ----------------- |
| 1.º                       | Varta Nacional A  | 132 h 07 min 15 s |
| 2.º                       | Leche La Gran Vía | + 4 min 09 s      |
| 3.º                       | Varta Nacional B  | + 8 min 22 s      |